# Aeropuerto Internacional Fua'amotu
El Aeropuerto Internacional Fua'amotu (código IATA: TBU, código OACI: NFTF) está ubicado en la ciudad de Nukualofa, capital del Reino de Tonga; concretamente, en el área sur de la isla de Tongatapu. Es uno de los principales aeropuertos de este país.

## Historia
El campo de aviación fue construido por Seabees del 1.er Batallón de Construcción, con asistencia y labor del 147.º regimiento de infantería de los Estados Unidos. Fue pensado como un campo de bombarderos pesados de la Segunda Guerra Mundial, y tenía tres pistas de superficie de coral. A fines de la década de 1970, se amplió para permitir que los aviones a reacción usasen las pistas. Fuaʻamotu ahora es adecuado hasta para aviones Boeing 767, pero permanece cerrado para aviones de mayor tamaño.

## Acceso
No hay servicio de autobuses al aeropuerto, pero se puede acceder a él mediante taxis operados por hoteles y hostales.

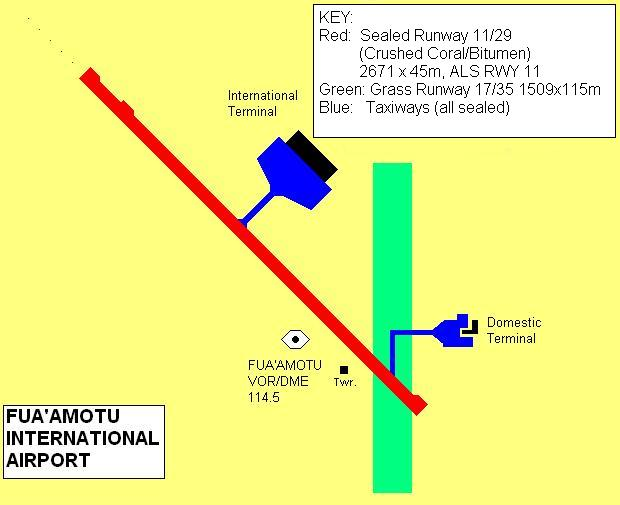
Mapa de la terminal.

## Aerolíneas y destinos

### Destinos nacionales
| Destino      | Nombre del aeropuerto              | Aerolínea        |
| ------------ | ---------------------------------- | ---------------- |
| ʻEua         | Aeropuerto de ʻEua                 | Lulutai Airlines |
| Ha'apai      | Aeropuerto Salote Pilolevu         | Lulutai Airlines |
| Niuafo'ou    | Aeropuerto de Niuafo'ou            | Lulutai Airlines |
| Niuatoputapu | Aeropuerto de Niuatoputapu         | Lulutai Airlines |
| Vavaʻu       | Aeropuerto Internacional de Vavaʻu | Lulutai Airlines |

### Destinos internacionales
| Ciudades por países              | Nombre del aeropuerto                    | Aerolíneas      | Aeronaves | Frecuencias semanales |
| Oceanía                          | Oceanía                                  | Oceanía         | Oceanía   | Oceanía               |
| -------------------------------- | ---------------------------------------- | --------------- | --------- | --------------------- |
| Australia                        |                                          |                 |           |                       |
| Sídney                           | Aeropuerto Internacional Kingsford Smith | Qantas          | B737-838  |                       |
| Estados Unidos / Samoa Americana |                                          |                 |           |                       |
| Pago Pago                        | Aeropuerto Internacional de Pago Pago    | Talofa Airways  |           |                       |
| Fiyi                             |                                          |                 |           |                       |
| Nadi                             | Aeropuerto Internacional de Nadi         | Fiji Airways    |           |                       |
| Nueva Zelanda                    |                                          |                 |           |                       |
| Auckland                         | Aeropuerto Internacional de Auckland     | Air New Zealand | A32x      |                       |
| Samoa                            |                                          |                 |           |                       |
| Apia                             | Aeropuerto Internacional Faleolo         | Talofa Airways  |           |                       |